# Christian Stähler
Christian Stähler (* 24. Dezember 1808 in Hintermeilingen; † 18. September 1869 in Frankfurt-Sindlingen) war ein deutscher römisch-katholischer Geistlicher und Mitglied der Zweiten Kammer des Nassauischen Landtags.

## Leben
Christian Stähler war ein Sohn des Försters Christoph Stähler (1781–1857) und dessen Ehefrau Margarethe Fritz (1802–1852).
Nach seinem Theologiestudium wurde er 1830 zum Priester geweiht und war anschließend, bevor er 1834 zum Dekan in Limburg ernannt wurde, als Kaplan in verschiedenen Pfarreien tätig. 
Später war er als Dekan in Rennerod und Heiligenroth tätig.
1860 erhielt er als Nachfolger des Abgeordneten Wilhelm Jost ein Mandat aus dem Wahlkreis XII (Montabaur) für die Zweite Kammer der Landstände des Herzogtums Nassau. Stähler blieb bis 1863 in dem Parlament. 
Als Dekan und Pfarrer war er noch in Sindlingen und Höchst am Main tätig.